# Ингирами (лунный кратер)
Кратер Ингирами (лат. Inghirami) — древний большой ударный кратер в юго-западной материковой части видимой стороны Луны. Название присвоено в честь итальянского астронома Джованни Ингирами (1779 —1851) и утверждено Международным астрономическим союзом в 1935 г. Образование кратера относится к нектарскому периоду.

## Описание кратера

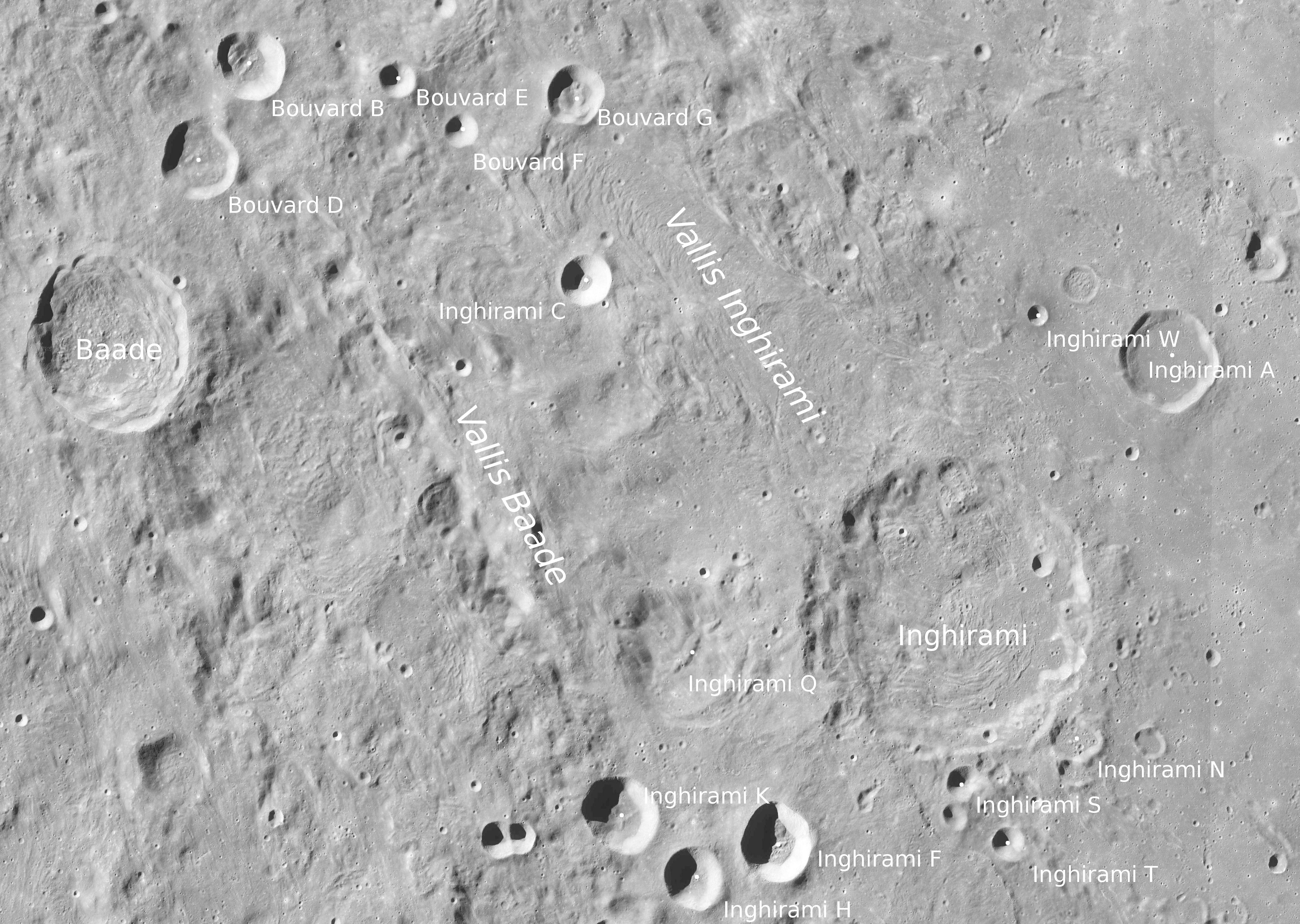
Окрестности кратера Ингирами. Снимок зонда Lunar Reconnaissance Orbiter.

Ближайшими соседями кратера являются кратер Бааде на западе-северо-западе; кратер Пиацци на севере; кратер Шиккард на северо-востоке; кратер Варгентин на востоке-юго-востоке и кратер Яковкин на юго-западе. На западе от кратера Ингирами находится долина Бааде, а от северной части кратера начинается долина Ингирами. Селенографические координаты центра кратера 47°29′ ю. ш. 68°57′ з. д. / 47,49° ю. ш. 68,95° з. д., диаметр 94,6 км, глубина 2,81 км.
Кратер Ингирами сформирован на юго-восточной окраине области пород выброшенных при образовании Моря Восточного. Он имеет полигональную форму и существенно разрушен за длительное время своего существования. Вал сглажен, в северо-западной части прорезан узкими долинами, одна из которых продолжается в чаше кратера достигая небольшого центрального пика. Южная часть вала перекрыта группой небольших кратеров. Лучше всего сохранилась юго-восточная часть вала. Внутренний склон вала сохранил остатки террасовидной структуры. Высота вала над окружающей местностью достигает 1430 м , объем кратера составляет приблизительно 8 000 км3. Дно чаши неровное, пересечено множественными линейными и концентрическими складками, за исключением небольшого ровного участка в восточной части. В северной части чаши находятся два темных пятна, в северо-восточной части – приметный чашеобразный кратер.

## Сателлитные кратеры
| Ингирами | Координаты                                            | Диаметр, км |
| -------- | ----------------------------------------------------- | ----------- |
| A        | 44°55′ ю. ш. 65°27′ з. д. / 44,92° ю. ш. 65,45° з. д. | 33,3        |
| C        | 44°04′ ю. ш. 74°35′ з. д. / 44,07° ю. ш. 74,59° з. д. | 17,5        |
| F        | 49°50′ ю. ш. 71°35′ з. д. / 49,84° ю. ш. 71,59° з. д. | 22,3        |
| G        | 51°02′ ю. ш. 74°17′ з. д. / 51,03° ю. ш. 74,29° з. д. | 29,2        |
| H        | 50°10′ ю. ш. 72°53′ з. д. / 50,17° ю. ш. 72,89° з. д. | 19,4        |
| K        | 49°32′ ю. ш. 74°03′ з. д. / 49,54° ю. ш. 74,05° з. д. | 24,3        |
| L        | 45°57′ ю. ш. 61°06′ з. д. / 45,95° ю. ш. 61,1° з. д.  | 14,8        |
| M        | 45°30′ ю. ш. 60°31′ з. д. / 45,5° ю. ш. 60,52° з. д.  | 14,7        |
| N        | 48°49′ ю. ш. 66°56′ з. д. / 48,82° ю. ш. 66,93° з. д. | 14,2        |
| Q        | 47°59′ ю. ш. 73°01′ з. д. / 47,99° ю. ш. 73,02° з. д. | 44          |
| S        | 49°16′ ю. ш. 68°38′ з. д. / 49,26° ю. ш. 68,63° з. д. | 11,7        |
| T        | 49°50′ ю. ш. 67°58′ з. д. / 49,83° ю. ш. 67,97° з. д. | 10,1        |
| W        | 44°27′ ю. ш. 67°30′ з. д. / 44,45° ю. ш. 67,5° з. д.  | 7           |

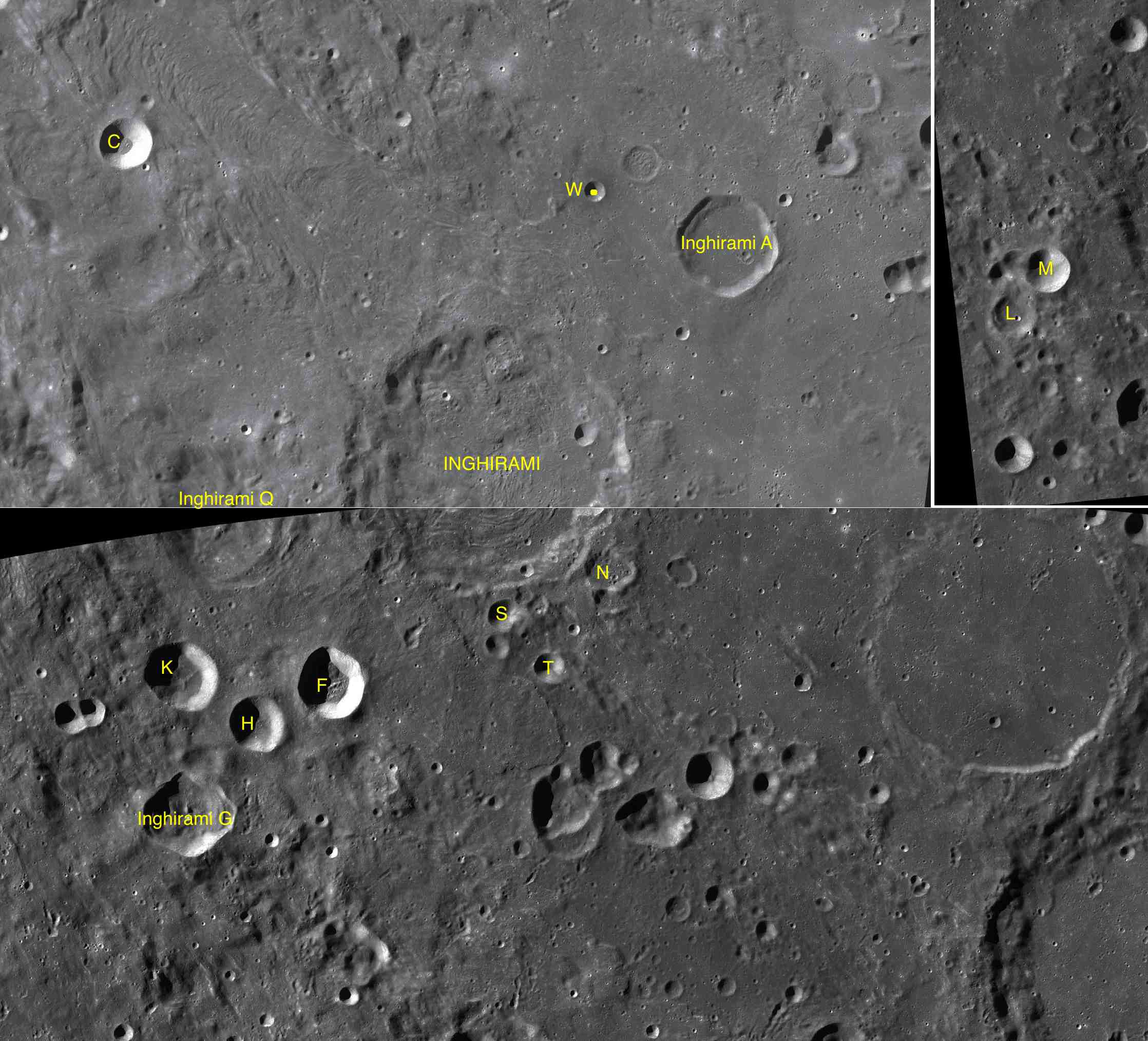
Фрагменты карт LAC-109, LAC-110, LAC-124.

- Образование сателлитного кратера Ингирами А относится к раннеимбрийскому периоду[5]

## См.также
- Список кратеров на Луне
- Лунный кратер
- Морфологический каталог кратеров Луны
- Планетная номенклатура
- Селенография
- Минералогия Луны
- Геология Луны
- Поздняя тяжёлая бомбардировка